# 大河原車站 (宮城縣)
大河原車站（日语：／ Ōgawara eki */?）是一由東日本旅客鐵道（JR東日本）所經營的鐵路車站，位於日本宮城縣柴田郡大河原町大谷字町向，是東北本線沿線的車站之一，在管轄上則屬於仙台分社的業務範圍。由於在JR系統中還有一個隸屬於JR西日本關西本線的同名車站（但發音卻有點不大相同），因此在車票上是以「(北)大河原」的方式標示本站，其中「北」字是所屬的東北本線之縮寫。
在1937年廢線之前，大河原曾是輕便軌（762mm軌距）鐵路線、仙南溫泉軌道的起站與和東北本線之間的轉車站。

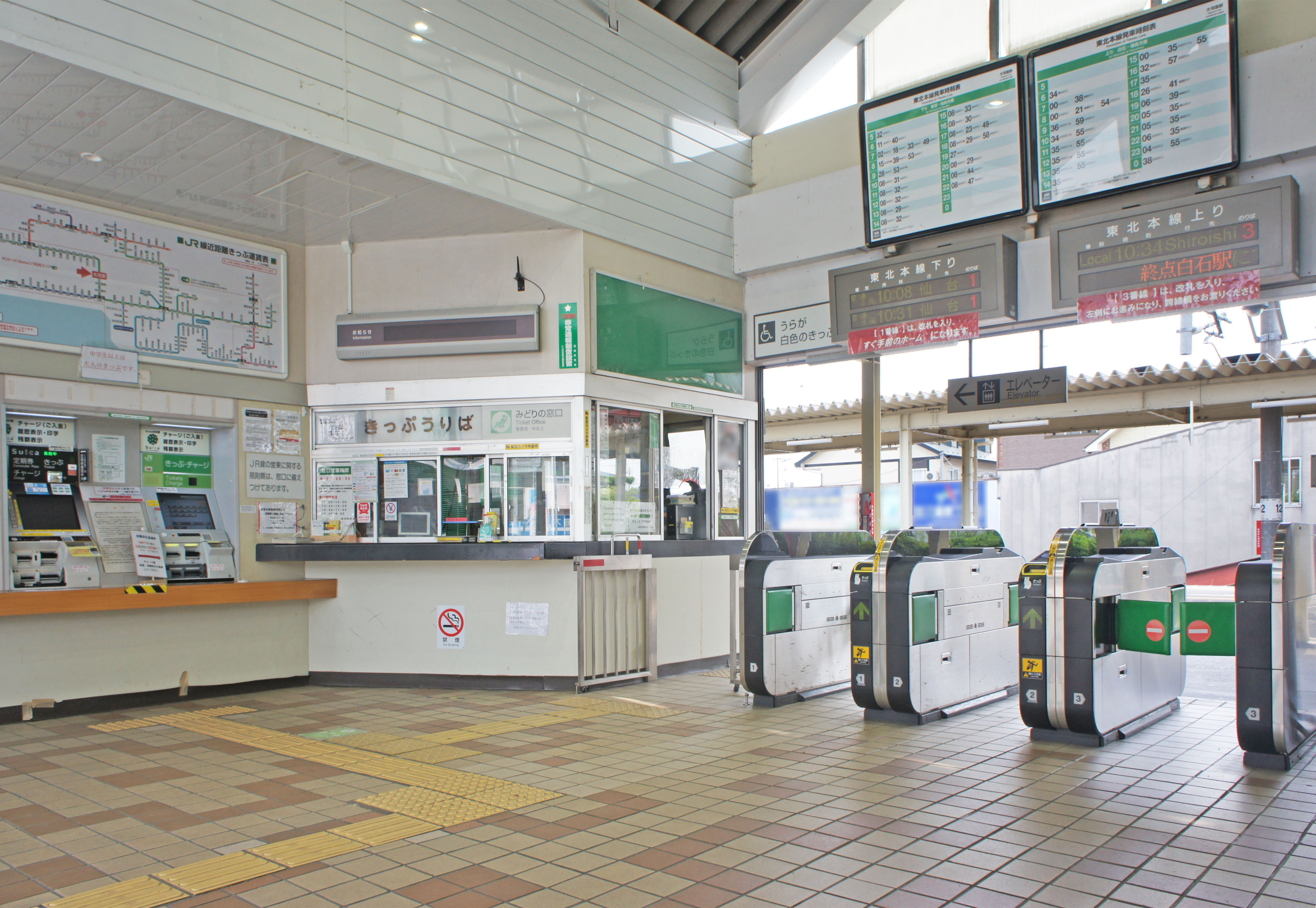
驗票口（2022年5月）

## 車站結構

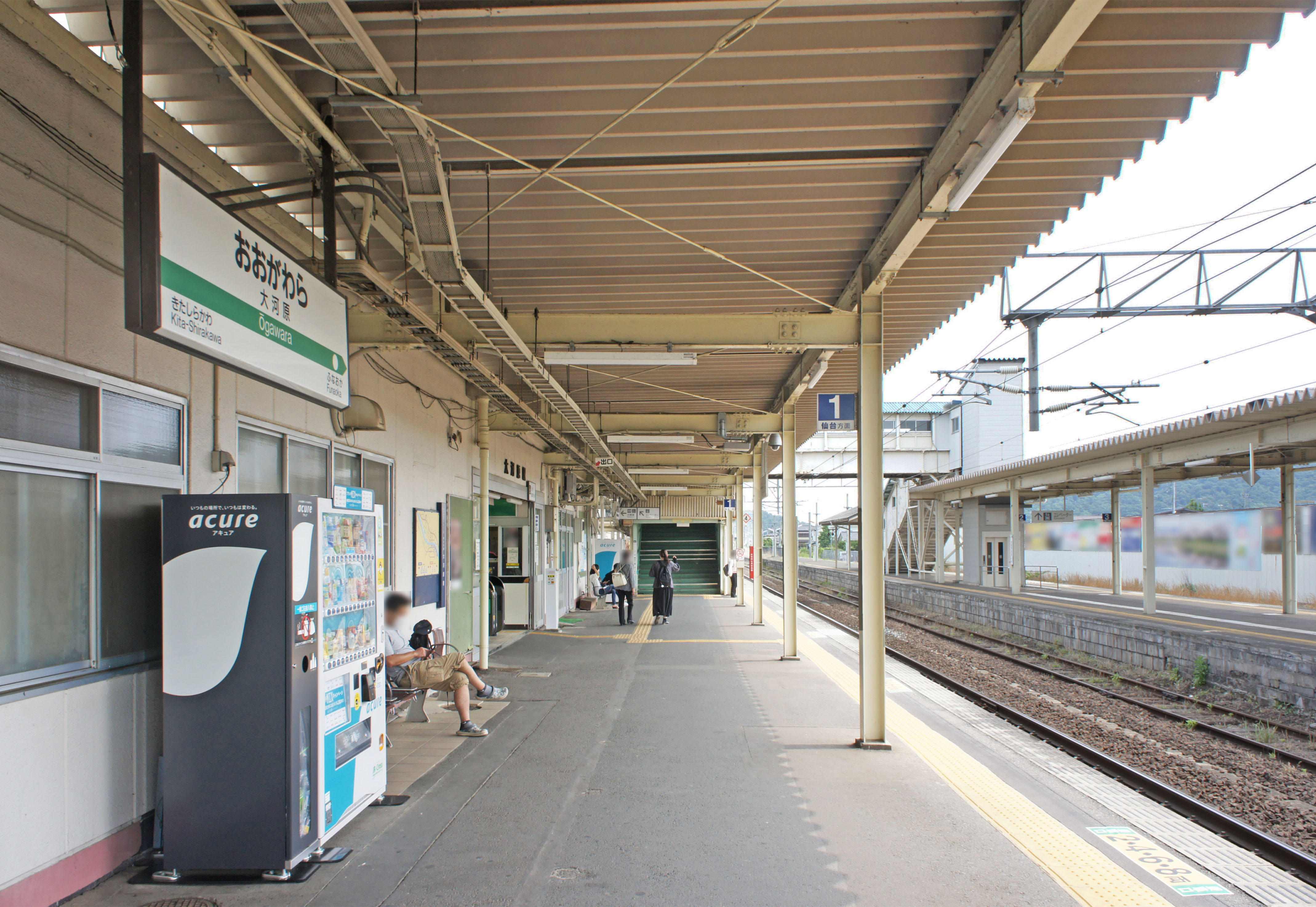
1號月台（2022年5月）

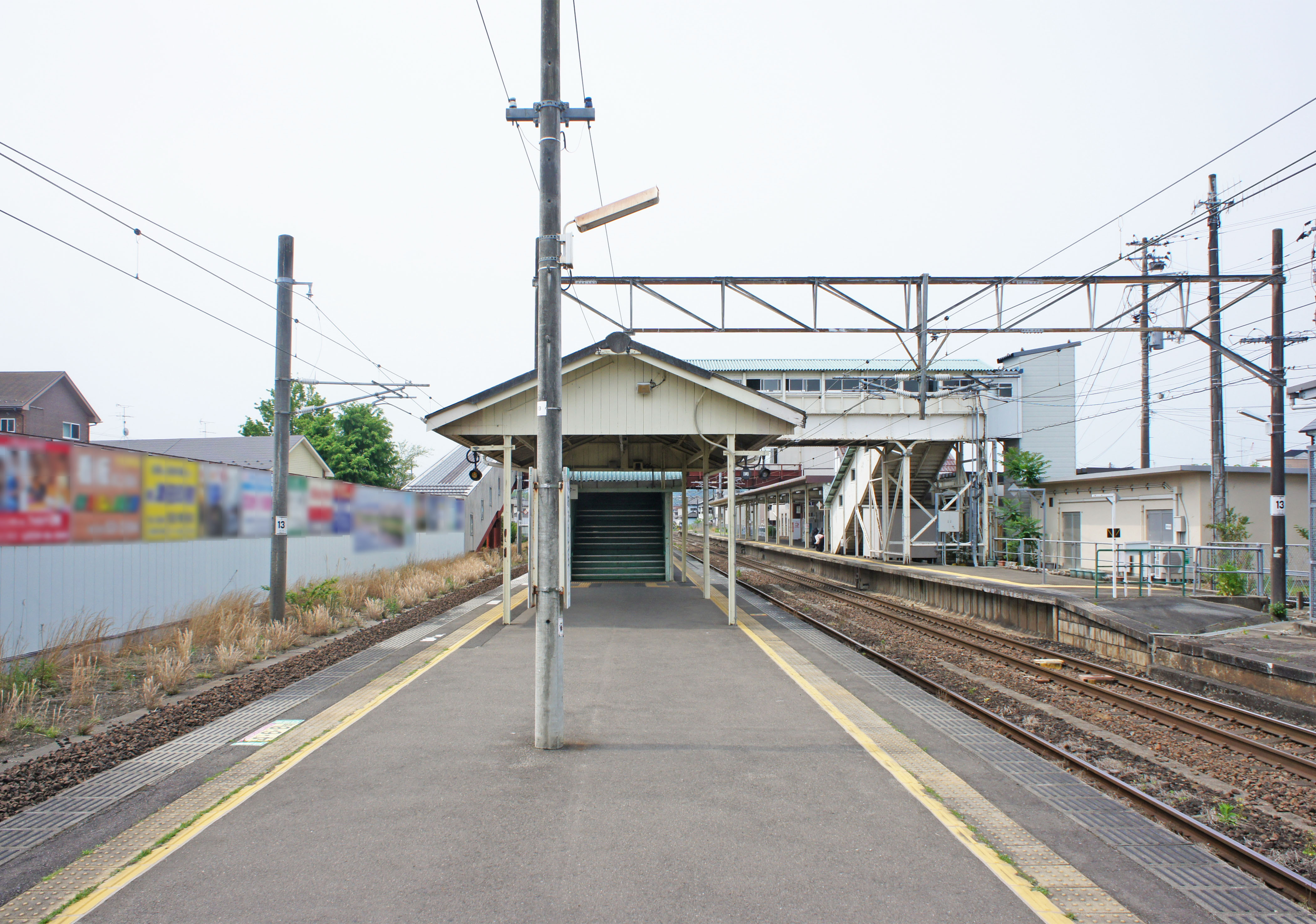
2號與3號月台（2022年5月）

本站為側式月台1面1線與島式月台1面2線，合計2面3線的地面車站。各月台以跨線天橋連接。

### 月台配置
| 月台 | 路線      | 方向         | 目的地               |              |
| ---- | --------- | ------------ | -------------------- | ------------ |
| 1    | ■東北本線 | 下行         | 岩沼、名取、仙台方向 |              |
| 2    | ■東北本線 | （預留月台） | （預留月台）         | （預留月台） |
| 3    | ■東北本線 | 上行         | 白石、福島、郡山方向 |              |

## 相鄰車站
東日本旅客鐵道
■東北本線
□快速「仙台城市快速」
白石－大河原－船岡
■普通
北白川－大河原－船岡

## 外部連結
- （日語）大河原車站（JR東日本）（页面存档备份，存于）